# 5191 Paddack
5191 Paddack este un asteroid din centura principală de asteroizi.

## Descriere
5191 Paddack este un asteroid din centura principală de asteroizi. A fost descoperit pe 13 noiembrie 1990 la Kushiro de Seiji Ueda și Hiroshi Kaneda. Asteroidul prezintă o orbită caracterizată de o semiaxă mare de 3,01 ua, o excentricitate de 0,11 și o înclinație de 9,0° în raport cu ecliptica.